# Greatest Hits (April Wine)
Greatest Hits è un album di raccolta del gruppo rock canadese April Wine, pubblicato nel 1979.

## Tracce
1. Fast Train – 2:39
2. Drop Your Guns – 3:31
3. Weeping Widow – 3:53
4. Rock n' Roll Is a Vicious Game – 3:22
5. Oowatanite – 3:35
6. You Could Have Been a Lady – 3:20
7. Roller – 3:34
8. Like a Lover, Like a Song – 3:46
9. I'm on Fire for You Baby (Live) – 3:29
10. Lady Run, Lady Hide – 2:57
11. Bad Side of the Moon – 3:12
12. I Wouldn't Want to Lose Your Love – 3:07
13. You Won't Dance With Me – 3:42
14. Tonight Is a Wonderful Time to Fall in Love – 3:18